# Cresancey
Cresancey és un municipi francès situat al departament de l'Alt Saona i a la regió de Borgonya - Franc Comtat. L'any 2007 tenia 177 habitants.

## Demografia

### Població
El 2007 la població de fet de Cresancey era de 177 persones. Hi havia 80 famílies, de les quals 24 eren unipersonals (4 homes vivint sols i 20 dones vivint soles), 28 parelles sense fills, 16 parelles amb fills i 12 famílies monoparentals amb fills.
La població ha evolucionat segons el següent gràfic:
Habitants censats

### Habitatges
El 2007 hi havia 80 habitatges, 78 eren l'habitatge principal de la família, 1 era una segona residència i 1 estava desocupat. 72 eren cases i 8 eren apartaments. Dels 78 habitatges principals, 62 estaven ocupats pels seus propietaris, 15 estaven llogats i ocupats pels llogaters i 1 estava cedit a títol gratuït; 2 tenien dues cambres, 8 en tenien tres, 23 en tenien quatre i 45 en tenien cinc o més. 62 habitatges disposaven pel capbaix d'una plaça de pàrquing. A 36 habitatges hi havia un automòbil i a 35 n'hi havia dos o més.

### Piràmide de població
La piràmide de població per edats i sexe el 2009 era:
| Homes | Edats   | Dones |
| ----- | ------- | ----- |
| 0     | 95 o +  | 0     |
| 0     | 90 a 94 | 0     |
| 0     | 85 a 89 | 4     |
| 4     | 80 a 84 | 12    |
| 4     | 75 a 79 | 8     |
| 0     | 70 a 74 | 0     |
| 8     | 65 a 69 | 8     |
| 0     | 60 a 64 | 8     |
| 4     | 55 a 59 | 0     |
| 4     | 50 a 54 | 4     |
| 12    | 45 a 49 | 0     |
| 8     | 40 a 44 | 8     |
| 4     | 35 a 39 | 8     |
| 4     | 30 a 34 | 4     |
| 12    | 25 a 29 | 20    |
| 12    | 20 a 24 | 0     |
| 8     | 15 a 19 | 8     |
| 8     | 10 a 14 | 8     |
| 12    | 5 a 9   | 0     |
| 8     | 0 a 4   | 8     |

## Economia
El 2007 la població en edat de treballar era de 100 persones, 81 eren actives i 19 eren inactives. De les 81 persones actives 77 estaven ocupades (38 homes i 39 dones) i 4 estaven aturades (1 home i 3 dones). De les 19 persones inactives 5 estaven jubilades, 6 estaven estudiant i 8 estaven classificades com a «altres inactius».

### Ingressos
El 2009 a Cresancey hi havia 80 unitats fiscals que integraven 199,5 persones, la mediana anual d'ingressos fiscals per persona era de 16.580 €.

### Activitats econòmiques
Dels 5 establiments que hi havia el 2007, 4 eren d'empreses de construcció i 1 d'una empresa d'hostatgeria i restauració.
Dels 4 establiments de servei als particulars que hi havia el 2009, 1 era una fusteria, 1 lampisteria i 2 electricistes.
L'any 2000 a Cresancey hi havia 10 explotacions agrícoles que ocupaven un total de 492 hectàrees.

## Poblacions més properes
El següent diagrama mostra les poblacions més properes.